# Richmond Lattimore
Richmond Alexander Lattimore (Paotingfu, Xina, 6 de maig de 1906 – Rosemont, Pennsilvània, 26 de febrer de 1984) fou un poeta i hel·lenista estatunidenc, conegut per les seves traduccions dels clàssics grecs, especialment les seves versions de la Ilíada i l'Odissea, les quals han tingut durant molt temps una gran consideració i influència pel seu ús generalitzat en escoles i universitats. 
Va néixer a Paotingfu, Xina, fill de David i Margaret Barnes Lattimore. Va graduar-se al Dartmouth College el 1926. Lattimore fou un Rhodes Scholar al Christ Church, Oxford, on va obtenir el seu Bachelor of Arts el 1932, i posteriorment va doctorar-se (Ph.D.) a la Universitat d'Illinois el 1934. Va ingressar al Departament de grec al Bryn Mawr College l'any següent. Un dels seus fills, Steven, també fou investigador en filologia clàssica i professor a la UCLA. De 1943 a 1946, Lattimore va absentar-se del seu càrrec acadèmic per servir en la Marina dels Estats Units d'Amèrica, i al seu retorn després de la guerra va tornar al Bryn Mawr College, amb càrrecs periòdics de professor visitant a altres universitats, fins a la seva jubilació el 1971. Va continuar publicant poemes i traduccions la resta de la seva vida. Va traduir l'Apocalipsi el 1962. Una edició de 1979 per a McGraw-Hill Ryerson va incloure el quatre Evangelis. Lattimore va completar la traducció del Nou Testament, que fou publicada pòstumament el 1996.

## Premis
La seva traducció de Les Granotes d'Aristòfanes va guanyar el Bollingen Poetry Translation Prize el 1962.